# Rozeta (zoologie)
Rozeta je růži podobná kresba na kůži nebo srsti některých zvířat, především kočkovitých šelem. Rozety fungují jako kamufláž, pomáhají rozbíjet siluetu živočicha či ho skrýt v terénu. Jejich barva je většinou černá nebo hnědá. Mohou být seskupeny do útvarů podobných hroznům a mohou být vyplněny menší tmavou skvrnou (jaguáři), anebo stejnou či poněkud tmavší barvou než má okolní srst. Některá domácí zvířata rovněž mají rozety, lidově se jim říká „víry“. Jsou často typickým znakem pro záměrně šlechtěné linie. Nejznámější savci s rozetami jsou tzv. rozetová morčata a zakrslí králíci. U ptáků se rozety vyskytují například u některých plemen holubů a kanárů.
Galerie zvířat s rozetami na srsti:

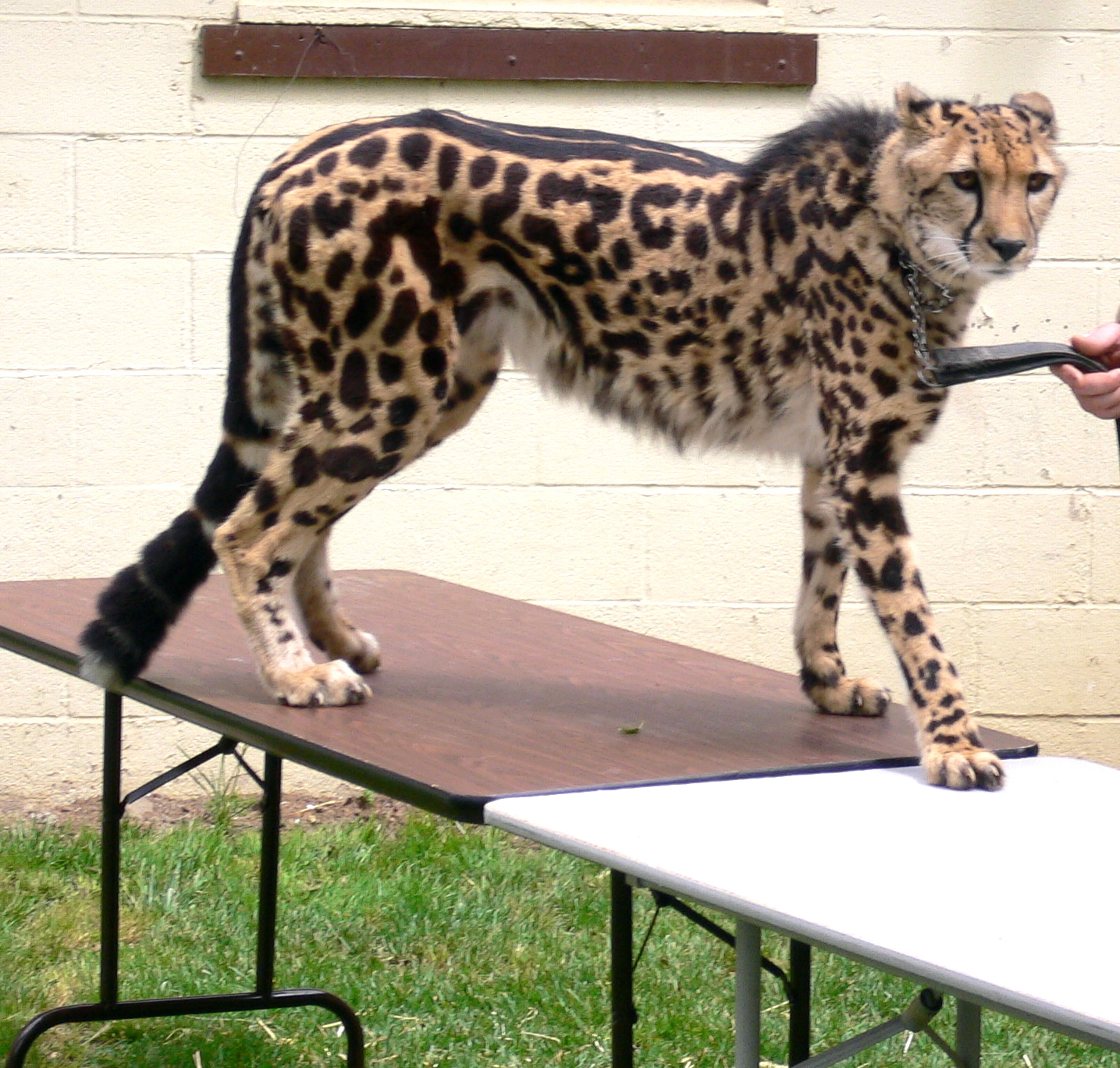
Gepard královský je mutací geparda štíhlého s velkými rozetami.
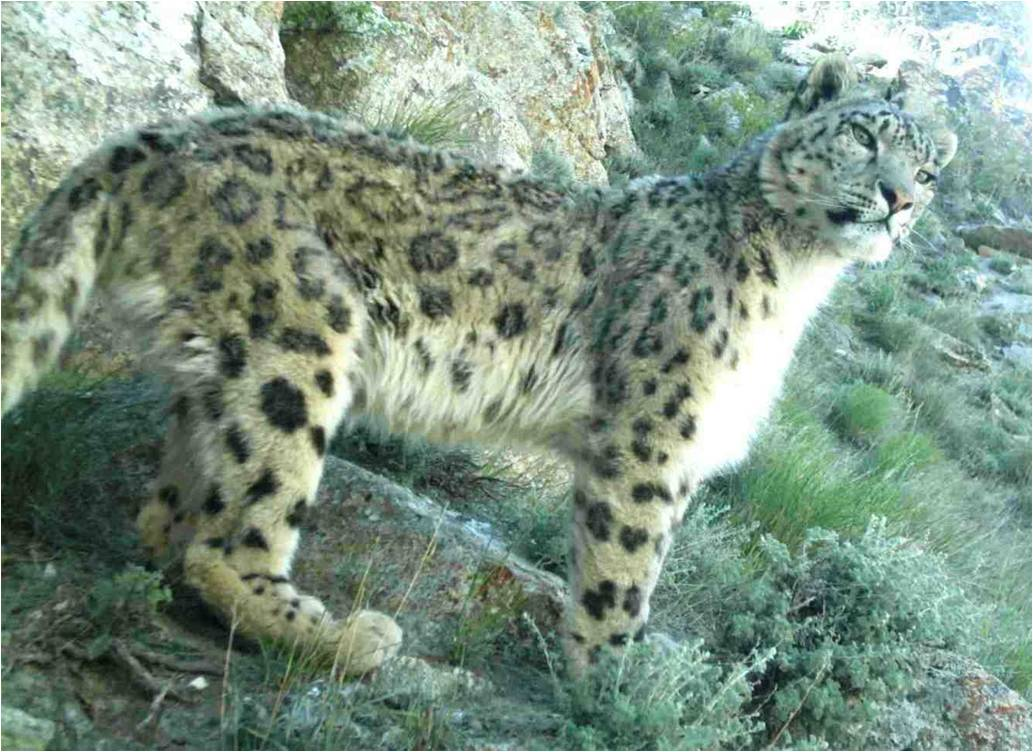
Irbis neboli levhart sněžný má barvu rozet podstatně světlejší než ostatní kočky.
Jaguár má některé rozety vyplněné jednou či vícero malými skvrnami.
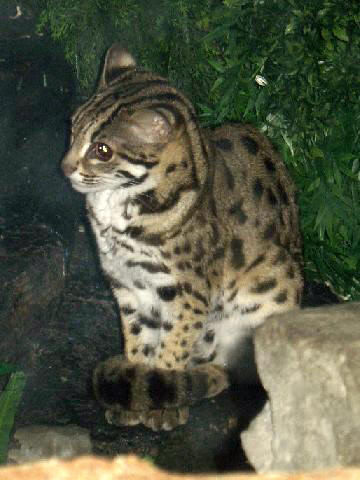
Kočka bengálská je divokým asijským zástupcem malých koček.
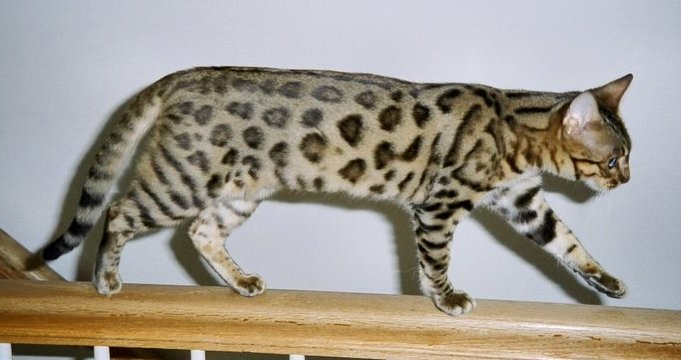
Domácí varianta kočky bengálské se vyznačuje velmi podobnou barvu srsti jako její divoká příbuzná.
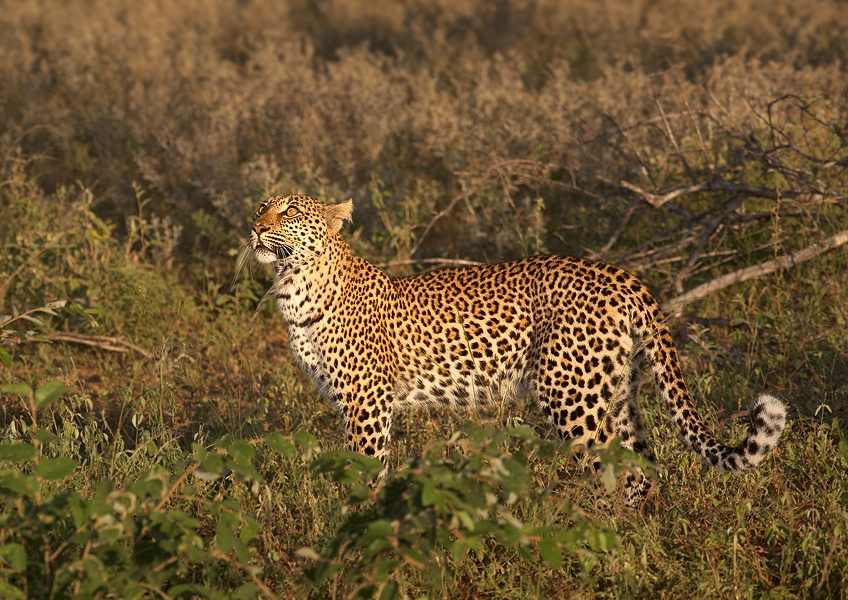
Levhart skvrnitý je klasickým majitelem srsti s rozetami.
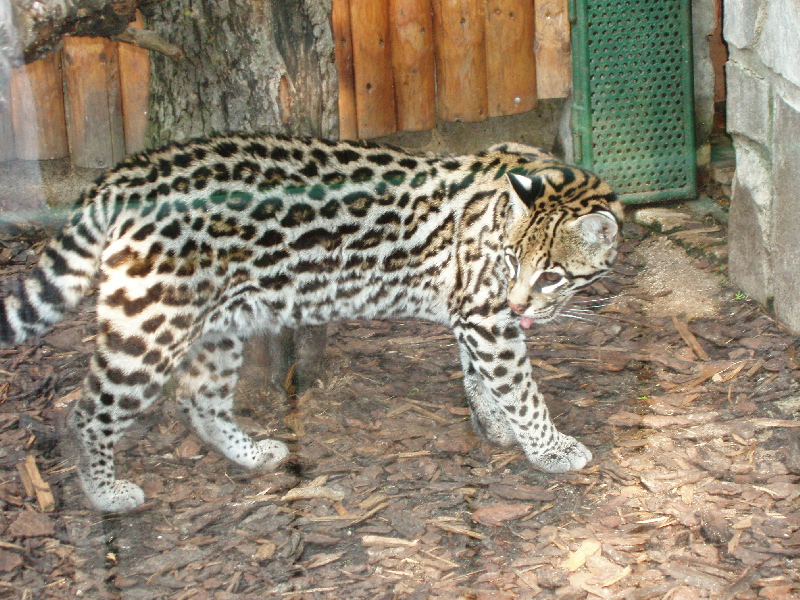
Ocelot má kresbu srsti podobnou levhartovi, ale rozety mají obvykle protáhlejší tvar
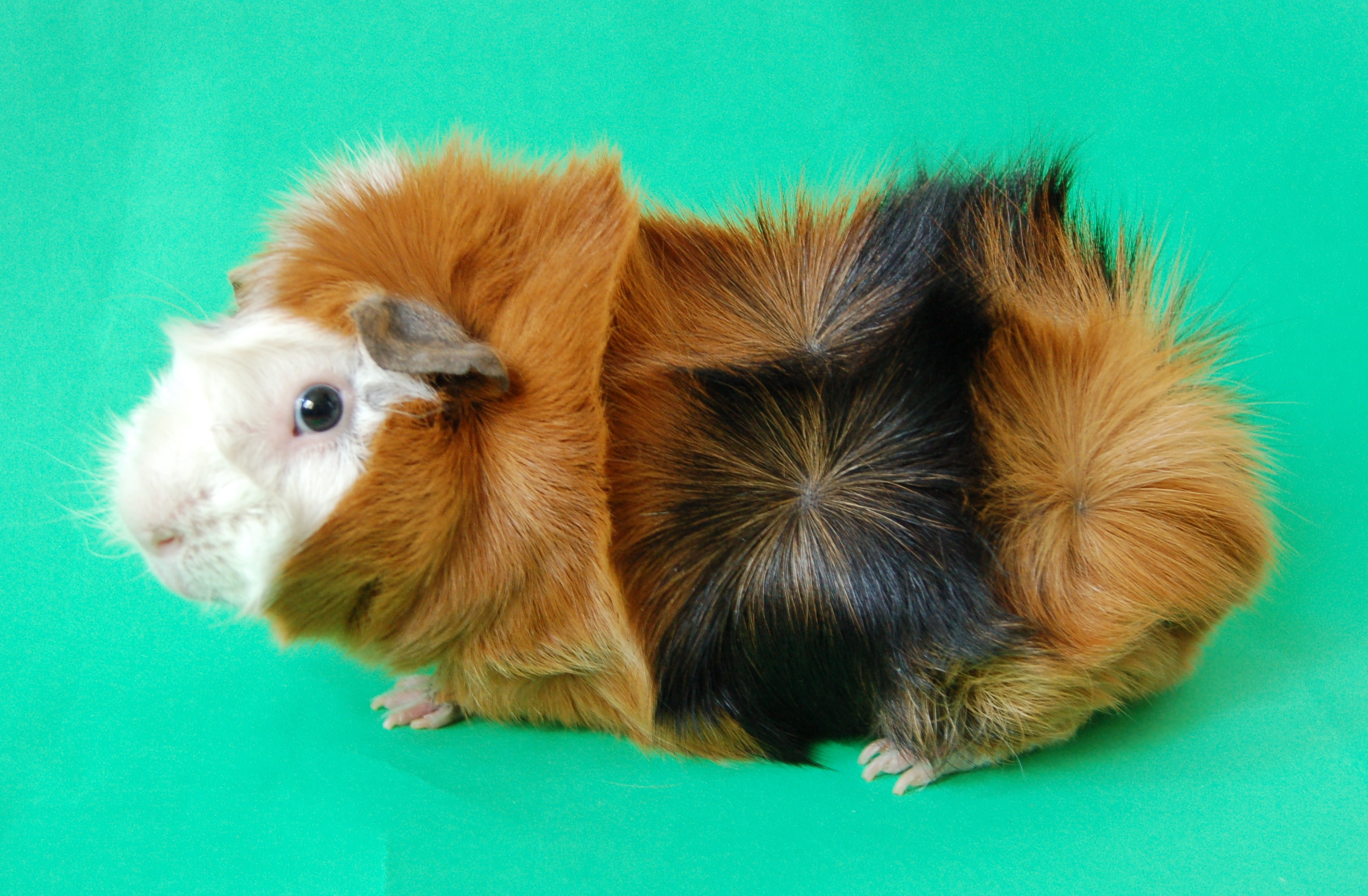
Rozetové morče - šampion výstavy